# Cliff Hanger
Cliff Hanger è un videogioco arcade per LaserDisc pubblicato dalla statunitense Stern Electronics nel 1983. Il videogioco utilizza animazioni dai film d'animazione Lupin III e Lupin III - Il castello di Cagliostro, appartenenti alla saga di Lupin III.

## Trama
Cliff (basato sul personaggio di Arsenio Lupin III) ha il compito di salvare Clarissa (Lady Clarisse di Cagliostro, dal film Il castello di Cagliostro), giovane ragazza rapita dal malvagio conte Draco (riportato anche come "Dreyco", o "Dragoe"), che vuole sposarla senza il suo consenso.

## Modalità di gioco
Come molti lasergiochi, Cliff Hanger richiede che il giocatore prema un tasto o muova il joystick in una particolare direzione appena gli viene comandato, affinché la storia del videogioco possa andare avanti.
A differenza dei primissimi lasergiochi pubblicati, si dispone di due pulsanti atti a controllare rispettivamente le mani e i piedi di Cliff: ad esempio le mani per aprire una porta o usare la pistola, i piedi per saltare un ostacolo. Un'altra particolarità sono delle scritte che compaiono sul fondo dello schermo quando si fa una mossa sbagliata e si perde una vita, suggerendo quale sarebbe stata la mossa giusta da fare e facilitando l'apprendimento delle sequenze di azioni, che altrimenti in giochi simili andavano scoperte a tentativi.
La versione base di Cliff Hanger prevede una sequenza di Cliff appeso al patibolo nel momento in cui il giocatore perde, proveniente dalla scena iniziale del film Lupin III (a cui viene aggiunta una sequenza mostrata più avanti nel lungometraggio). Poiché la scena sembrò un po' troppo macabra ad alcuni gestori, nella seconda versione del cabinato venne aggiunta un'opzione DIP switch che permette al proprietario di mostrare la sequenza o meno.

## Doppiaggio
Nella realizzazione del gioco fu utilizzato il primo doppiaggio inglese del film Lupin III (realizzato per i voli intercontinentali nel 1978) per le parti tratte da tale lungometraggio, mentre per le parti tratte da Il castello di Cagliostro furono doppiate appositamente. Nonostante questo, ci sono due punti nel gioco in cui si sentono le voci giapponesi dei personaggi originarie da Il castello di Cagliostro: il primo quando Cliff raggiunge la camera di Clarissa dice "Clarisse?", detto dall'originale doppiatore di Lupin Yasuo Yamada, e il secondo una battuta dopo, quando si sente il conte, con la voce giapponese del film di Tarō Ishida, dire "Ute!" (fuoco!).